# Agrilus enriguei
Agrilus enriguei es una especie de insecto del género Agrilus, familia Buprestidae, orden Coleoptera.
Fue descrita científicamente por Murria Beltrán & Murria Beltrán, 2007.